# Raimondia
Raimondia là một chi ruồi thuộc họ Ruồi xám.
Loài:
- Raimondia uruhuasi Townsend, 1917